# Быданово
Быданово — село в Белохолуницком районе Кировской области. Является единственным населённым местом Быдановского сельского поселения.
Расположено примерно в 10 км к югу от города Белая Холуница.

## Население
Население по переписи 2010 года составляло 482 человека.